# Gregory Daniel
Gregory Daniel (Denver, 8 novembre 1994) è un ex ciclista su strada ed ex pistard statunitense.

## Palmarès

### Strada
- 2012 (Juniores, una vittoria)

Campionati statunitensi, Prova a cronometro Junior
- 2013 (Bontrager Cycling Team, una vittoria)

3ª tappa Arden Challenge (Vielsalm > Vielsalm)
- 2016 (Axeon Hagens Berman, tre vittorie)

Campionati statunitensi, Prova in linea Elite
5ª tappa Tour de Beauce (Saint-Georges > Saint-Georges)
Classifica generale Tour de Beauce
- 2018 (Trek-Segafredo, una vittoria)

Mount Evans Hill Climb

#### Altri successi
- 2015 (Axeon Cycling Team)

Classifica scalatori Tour of Utah
- 2016 (Axeon Hagens Berman)

Classifica a punti Tour de Beauce
Classifica giovani Tour de Beauce
1ª tappa Olympia's Tour (Hardenberg, cronosquadre)

### Pista
- 2011

Campionati statunitensi, Inseguimento a squadre (con Matt Lipscomb, Paul Lynch e Ian Kane Moir)

## Piazzamenti

### Classiche monumento
- Liegi-Bastogne-Liegi

2017: ritirato
2018: ritirato

### Competizioni mondiali
- Campionati mondiali

Valkenburg 2012 - Cronometro Junior: 11º
Valkenburg 2012 - In linea Junior: 123º
Richmond 2015 - Cronometro Under-23: 19º
Richmond 2015 - In linea Under-23: ritirato
Doha 2016 - In linea Under-23: 126º